# U-Bahnhof Leopoldplatz

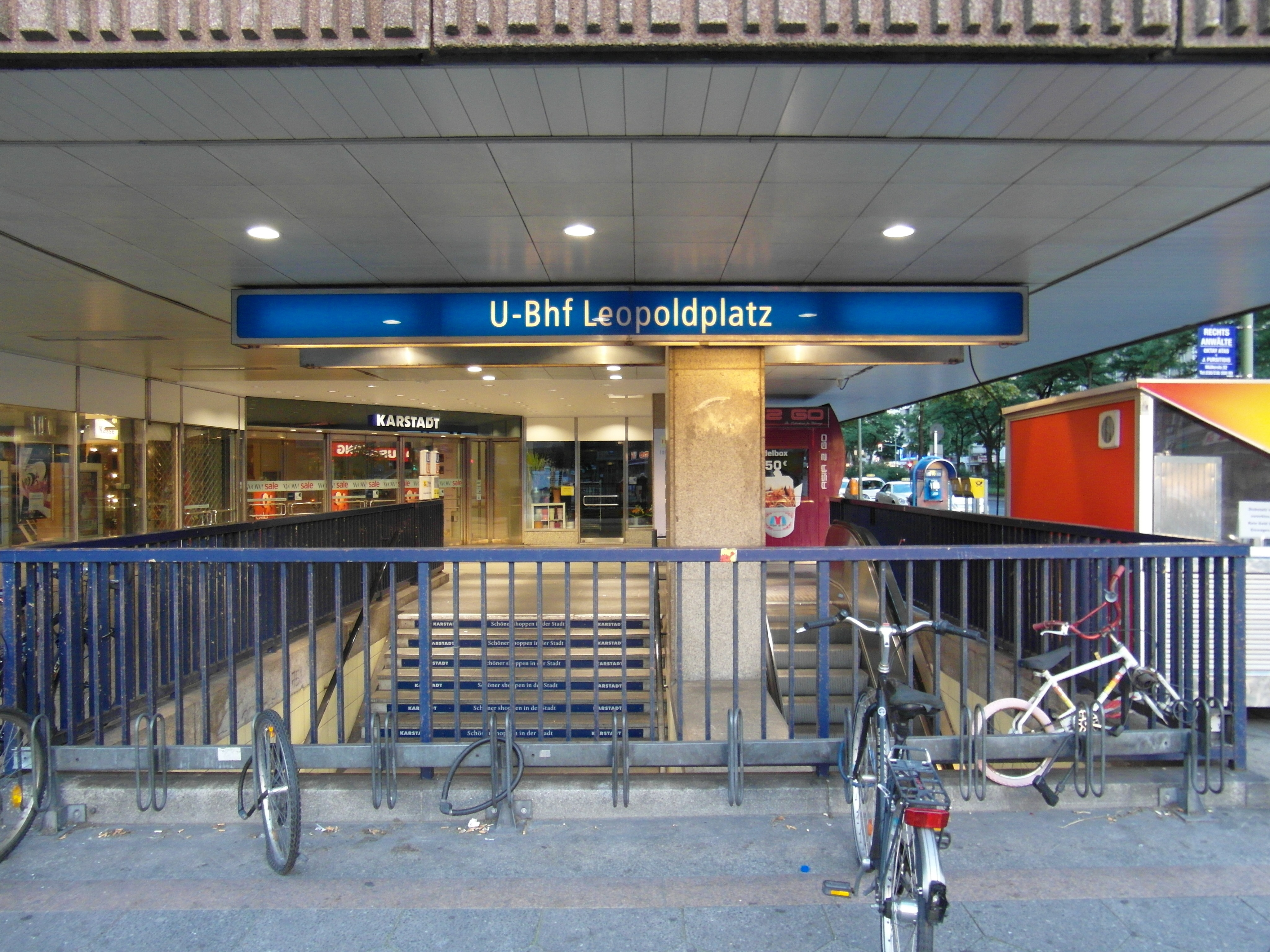
Bahnhofseingang

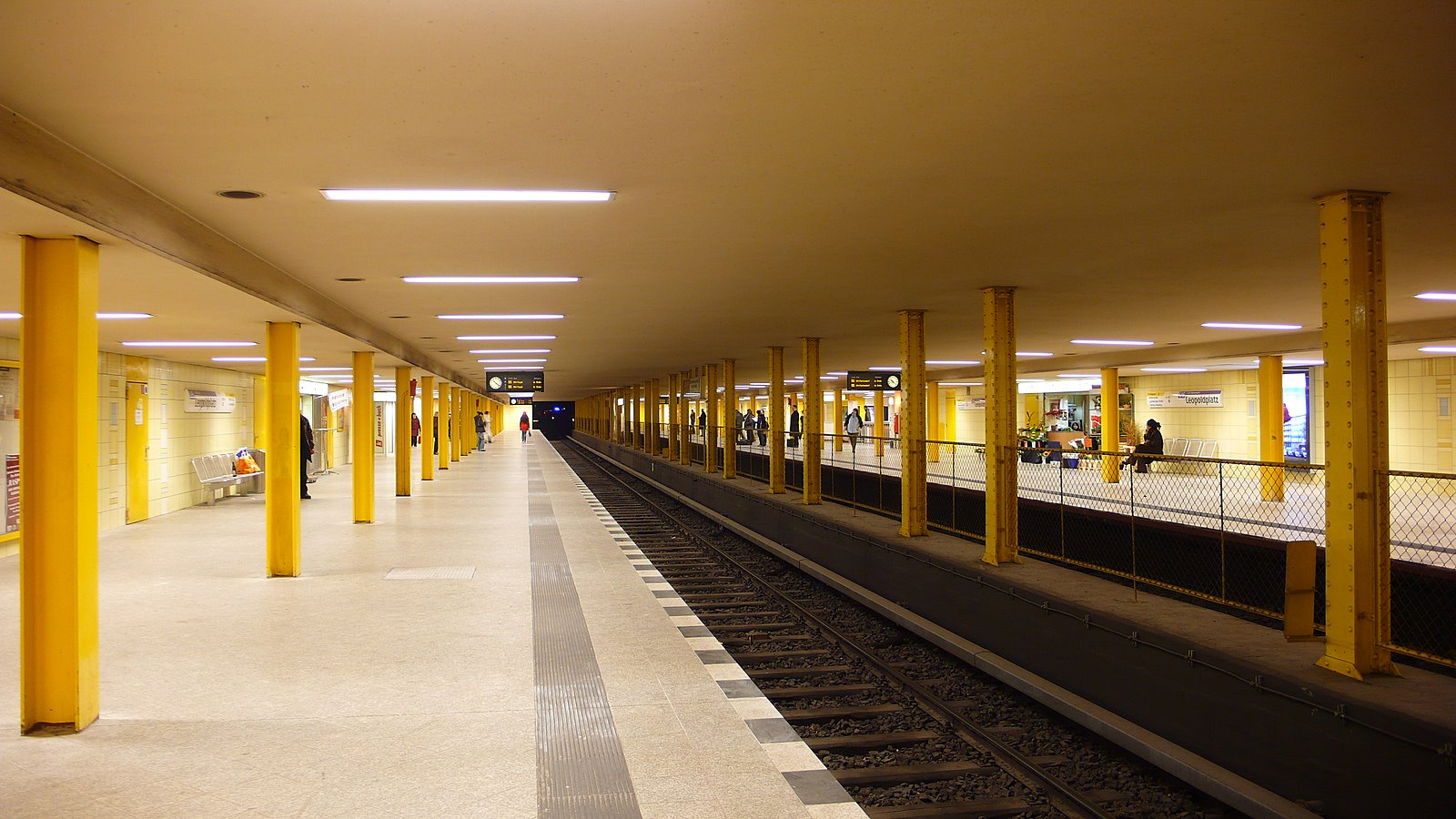
Seitenbahnsteige der U6

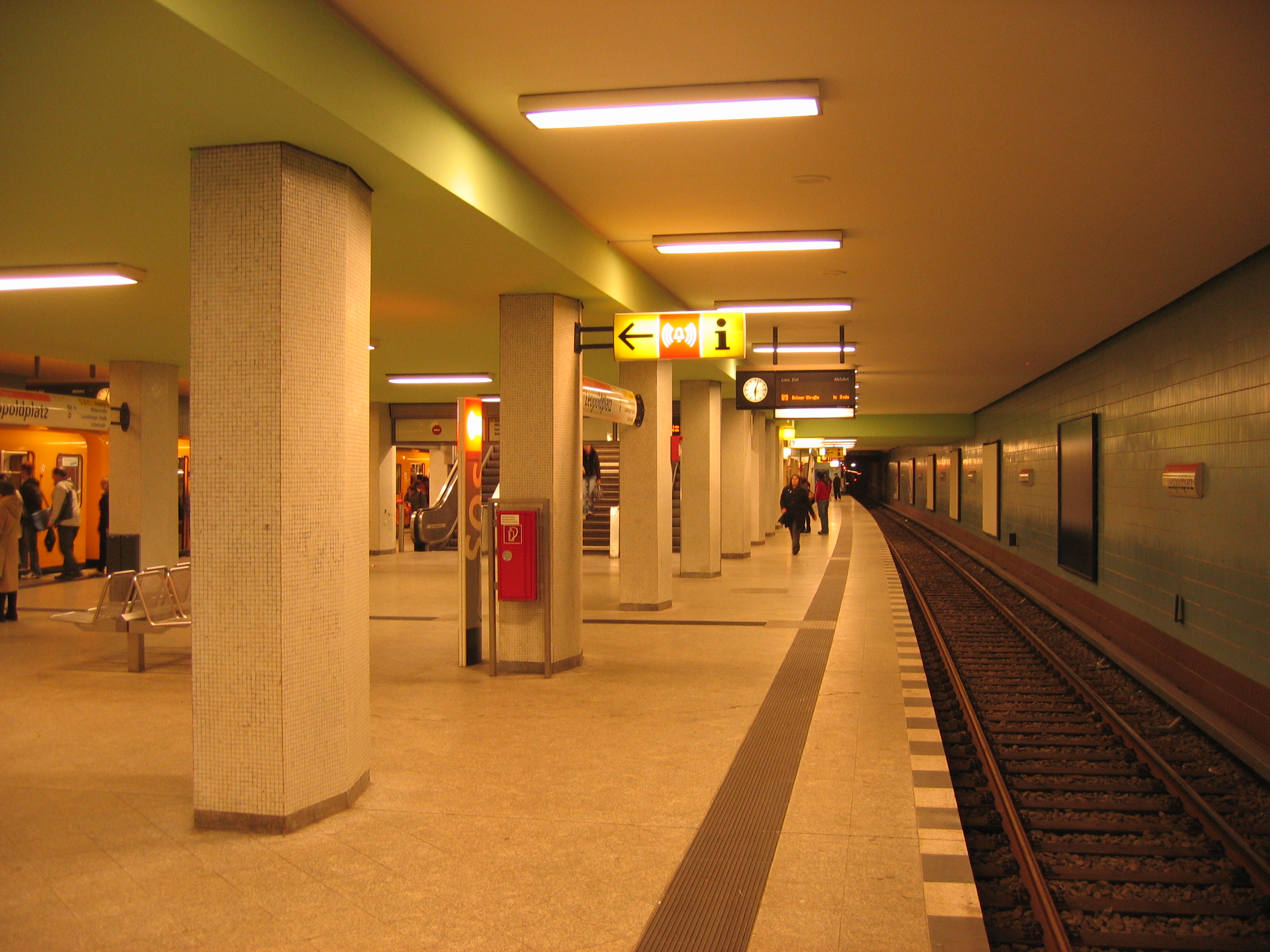
Mittelbahnsteig der U9

Der U-Bahnhof Leopoldplatz ist ein unterirdischer Kreuzungsbahnhof der Berliner U-Bahn-Linien U6 und U9. Er liegt unter dem gleichnamigen Platz im Berliner Ortsteil Wedding des Bezirks Mitte. Im Bahnhofsverzeichnis der BVG trägt er die Bezeichnungen Lpo (heutige U6, oben) und Lpu (U9, unten).

## Geschichte und Bauwerk
Der U-Bahnhof Leopoldplatz wurde von Alfred Grenander nach Plänen von Heinrich Jennen gebaut. Am 8. März 1923 wurde der U-Bahnhof der damaligen Nord-Süd-Bahn (1928–1966 Linie C, heute: U6) zusammen mit der Verlängerungsstrecke Seestraße – Zinnowitzer Straße (heute: Naturkundemuseum) in Betrieb genommen. Mit dem Bau der neuen Linie G (heutige U9) von 1959 bis 1961 wurde er durch den heutigen, am 28. August 1961 eröffneten, Kreuzungsbahnhof ersetzt.
Der hinzugekommene Mittelbahnsteig für die Linie U9 liegt im rechten Winkel zu dem der Linie U6 und ist etwa 14 Meter breit, da man an dem neuen Umsteigepunkt mit einem erhöhten Fahrgastaufkommen rechnete. Die Zugänge zu diesem Teil des Bahnhofs befinden sich mittig. Sie führen in die Vorhallen des oberen Bahnhofsteils. Die Wandverkleidung besteht aus hellblauen Fliesen; die zweireihigen Mittelstützen wurden mit weißem Glasmosaik verkleidet. Der Bahnsteig erhielt im Gegensatz zu der für die Linie G sonst üblichen Schmetterlingsdecke eine flache.
Auch der Bahnsteig der U6 wurde in diesem Zusammenhang komplett umgebaut und besitzt seither statt eines Mittelbahnsteigs zwei Seitenbahnsteige. Die dominierende Farbe ist in diesem Teil Gelb. Dies betraf bis Oktober 2009 auch die Mittelstützen, die seither allerdings mintgrün gestrichen sind.
Von August 1961 bis April 1976 war Leopoldplatz der nördliche Endbahnhof der Linie 9. Deshalb gibt es nördlich anschließend drei Kehrgleise, die auch heute noch genutzt werden. Außerdem wurde ein Verbindungsgleis zwischen beiden Linien eingebaut, das heute vor allem für Überführungsfahrten ins nahe gelegene Betriebswerk Seestraße dient.
Im Jahr 2007 wurde der Bahnhof umfassend modernisiert, gleichzeitig ließ die BVG auch die bis dahin im Bereich der U9 bestehende, testweise eingebaute feste Fahrbahn durch eine elastische Schotter-Variante ersetzen.
Seit 2010 ist der Bahnhof durch Aufzüge barrierefrei.

## Anbindung
| Linie | Verlauf |
| ----- | --- |
|       | Alt-Tegel – Borsigwerke – Holzhauser Straße – Otisstraße – Scharnweberstraße – Kurt-Schumacher-Platz – Afrikanische Straße – Rehberge – Seestraße – Leopoldplatz – Wedding – Reinickendorfer Straße – Schwartzkopffstraße – Naturkundemuseum – Oranienburger Tor – Friedrichstraße – Unter den Linden – Stadtmitte – Kochstraße – Hallesches Tor – Mehringdamm – Platz der Luftbrücke – Paradestraße – Tempelhof – Alt-Tempelhof – Kaiserin-Augusta-Straße – Ullsteinstraße – Westphalweg – Alt-Mariendorf |
|       | Osloer Straße – Nauener Platz – Leopoldplatz – Amrumer Straße – Westhafen – Birkenstraße – Turmstraße – Hansaplatz – Zoologischer Garten – Kurfürstendamm – Spichernstraße – Güntzelstraße – Berliner Straße – Bundesplatz – Friedrich-Wilhelm-Platz – Walther-Schreiber-Platz – Schloßstraße – Rathaus Steglitz |

Am U-Bahnhof gibt es Umsteigemöglichkeiten zu den Omnibuslinien 120, 142, 147, 221, 247 und 327 der BVG.